# جاك بيير بريسو
جاك بيير بريسو (15 يناير 1754 - 31 أكتوبر 1793)، لقب باسم دو وارفيل (المشتق من كلمة «d'Ouarville»، وهي كفر في قرية ليف حيث امتلك والده عقارًا)، كان عضو قيادي للجيرونديين في أثناء الثورة الفرنسية ومؤسس جمعية أصدقاء السود المؤيدة لإلغاء عقوبة الإعدام. يذكر في بعض المصادر باسم جان بيير بريسو.

## سيرة حياته
ولد بريسو في شارتر، حيث كان والده صاحب نزل. تلقى تعليمه وعمل ككاتب قانون؛ في شارتر أولًا ثم في باريس. انتقل لاحقًا إلى لندن ساعيًا لممارسة مهنة أدبية. نشر عدة مقالات أدبية طوال فترة وجوده في العاصمة البريطانية. أسس بريسو في أثناء وجوده هناك دوريتين، ولكن لم تعملا جيدًا وفشلتا لاحقًا. تزوج من فيليسيتي دوبون (1759-1818)، التي ترجمت أعمالًا إنجليزية، شملت أعمال أوليفر جولد سميث وروبرت دودسلي. عاشا في لندن وأنجبا ثلاثة أطفال. تناولت أعماله الأولى، نظرية القوانين الجنائية (Théorie des lois criminelles 1781) والمكتبة الفلسفية للمشرع Bibliothèque) Philique du Législateur 1782)، فلسفة مواضيع القانون، وأظهرت التأثير العميق للمبادئ الأخلاقية التي تبناها جان جاك روسو.
يوضح بريسو في مقدمة  نظرية القوانين الجنائية، أنه قدم موجز الكتاب إلى فولتير واقتبس رده منذ 13 أبريل 1778. كانت نظرية القوانين الجنائية نداءً لإصلاح قانون العقوبات. اعتبر الكتيب استفزازيًا للغاية إذ اعتبر معارضة للحكومة والملكة. سجن بريسو في سجن الباستيل ولكن أطلق سراحه لاحقًا في سبتمبر 1784.
أصبح بريسو معروفًا ككاتب وعمل في ميركيور دو فرانس، وكوريه دي ليوروب وجرائد أخرى. واقترح خطة لتعاون جميع المثقفين الأوروبيين، تكريسًا للقضية الإنسانية. كان مقررًا أن تكون جريدته جورنال دو ليسيه دي لوندر أداة لعرض آرائهم. ولكن فشلت هذه الخطة. بعد فترة وجيزة من عودته إلى باريس، وضع بريسو في سجن الباستيل عام 1784 بتهمة نشر كتيب باسيه تمب دي توينيت الإباحي ضد الملكة. اختلف بريسو مع الكاثوليكية، وكتب عن خلافاته مع نظام الكنيسة الهرمي.
عاد بريسو إلى كتابة المناشير بعد إطلاق سراحه بأربعة أشهر، وكان أبرزها رسالته المفتوحة إلى الإمبراطور جوزيف الثاني ملك النمسا عام 1785، الرسالة الثانية من أحد المدافعين عن الشعب إلى الإمبراطور جوزيف الثاني، حول لوائحه المتعلقة بصورة رئيسية بتمرد والاشيان، التي أيدت حق الرعايا في الثورة ضد سوء حكم الملك. اضطر إلى الذهاب إلى لندن لبعض الوقت، بسبب الجدل الذي أحدثته هذه الرسالة.
تعرف في الزيارة الثانية على بعض أبرز دعاة إلغاء عقوبة الإعدام. فأسس بعد عودته إلى باريس عام 1788، مجموعة مناهضة للعبودية عُرفت بجمعية أصدقاء السود، التي ترأسها في عامي 1790 و 1791. أنشأ بريسو مع ماركيز دو كوندورسيه، وتوماس بين، وإتيان دومون في عام 1791 صحيفة تروج للجمهورية بعنوان لو ربيبليكان.
سافر بريسو إلى الولايات المتحدة في عام 1788 بصفته وكيلًا للجمعية المشكلة حديثًا، لزيارة دعاة إلغاء عقوبة الإعدام هناك. كانت البلاد قد استقلت قبل عدة سنوات، لكنها كانت ما تزال تؤسس شكلها النهائي للحكومة. التقى بأعضاء المؤتمر الدستوري في فيلادلفيا. نشر كتابه رحلة جديدة إلى الولايات المتحدة الأمريكية الشمالية (3 مجلدات) في عام 1791. اعتقد بريسو أن المثل الأمريكية قد تساعد في تحسين الحكومة الفرنسية. انتخب في عام 1789 عضوًا فخريًا أجنبيًا في الأكاديمية الأمريكية للفنون والعلوم. اهتم في مرحلة ما بالهجرة إلى أمريكا مع عائلته. كان توماس جيفرسون، السفير الأمريكي في باريس عند عودته، على دراية كافية بذلك فقال إن «وارفيل عاد مفتونًا ببلدنا. سيأخذ زوجته وأطفاله ليستقروا هناك». ولكنه لم يهاجر قط. أشرك الهياج المتصاعد للثورة بريسو في مخططات للتقدم في مجال الصحافة السياسية التي كان من شأنها أن تجعل اسمه مألوفًا.
كان بريسو من أكبر مؤيدي الثورة الفرنسية صراحةً منذ اندلاعها في عام 1789. كان محررًا في جريدة باتريوت فرنسيه منذ 1789 حتى 1793 ولعب دورًا بارزًا في السياسة. اشتهر بخطبه في نادي اليعاقبة، وانتخب عضوًا في بلدية باريس، ثم في المجلس التشريعي، ولاحقًا في المؤتمر الوطني. مثل بريسو إقليم أور ولوار في المؤتمر الوطني.
بعد ذلك بوقت قصير، بدأ بريسو في الانحياز إلى الجيرونديين الأكثر اعتدالًا، الذين اعتبروا غالبًا «حزب الحرب». كان الجيرونديون، أو البريسويون كما دعوا غالبًا، مجموعة من الأفراد المرتبطين بشكل غير مباشر، جاء كثير منهم من جيروند، أكثر من كونهم حزبًا منظمًا ذو أيديولوجية واضحة. قاد بريسو هذه المجموعة أولًا. كره روبسبير الجيروندين.
بعد اعتقال الملك لويس السادس عشر بتهمتي «الخيانة العظمى» و«الجرائم ضد الدولة»، كان هناك خلاف واسع النطاق حول مصير الملك. بينما طالب الكثيرون، معتقدين أن ترك الملك حيًا يزيد من فرص عودة النظام الملكي، بإعدام الملك بالمقصلة، اقترح بريسو وغيره من الجيرونديين عدة بدائل على أمل إنقاذ حياته. أيد بريسو والجيرونديون فكرة إبقائه معتقلًا كرهينة وكورقة مساومة. اعتقد بريسو أنه بمجرد إعدام لويس السادس عشر، ستفقد قوة التفاوض الخارجية الفرنسية تمامًا، وخشى حدوث تمرد ملكي هائل. دعا في مرحلة ما، العديد من قادة الجيرونديين، بمن فيهم بريسو، إلى استفتاء وطني يمكن المواطنين من التصويت على مصير الملك. ولكن، صوتت الاتفاقية في النهاية لصالح الإعدام الفوري للملك، وقطع رأس الملك لويس السادس عشر في 21 يناير 1793.

## السياسة الخارجية
ترأس بريسو الجمعية التشريعية في وقت إعلان بيلنيتز (27 أغسطس 1791). جاء الإعلان من النمسا وبروسيا، محذرًا الفرنسيين من إيذاء لويس السادس عشر وإلا فإن هذه الدول «ستتدخل عسكريًا» في سياسة فرنسا. حشد بريسو دعم الجمعية التشريعية، مهددًا الإعلان، الذي أعلن الحرب على النمسا في 20 أبريل 1792. أرادوا تحصين وتأمين الثورة. كان هذا القرار كارثيًا في البداية إذ سحقت الجيوش الفرنسية خلال الاشتباكات الأولى، ما أدى إلى زيادة كبيرة في التوترات السياسية داخل البلاد.
مكنته معرفته للشؤون الخارجية في أثناء ترأسه الجمعية التشريعية من السيطرة على جزء كبير من السياسة الخارجية لفرنسا آنذاك كعضو في اللجنة الدبلوماسية. كان بريسو شخصية رئيسية في إعلان الحرب ضد ليوبولد الثاني، وملكية هابسبورغ، والجمهورية الهولندية، ومملكة بريطانيا العظمى في 1 فبراير 1793. ووصف هذه الحروب أيضًا بأنها جزء من الدعاية الثورية.